# Kreativnost
Kreativnost je mentalni proces koji uključuju stvaranje novih ideja, pojmova, ili rješenja problema, ili novih poveznica između postojećih ideja ili pojmova.
Sa znanstvenog pogleda, smatra se kako proizvodi kreativnih misli (ponekad zvanih divergentnim mislima) sadrže originalnost i primjerenost. Alternativno i svakodnevno mišljenje pojma kreativnosti jest jednostavno – stvaranje nečeg novog.
Iako intuitivno smatrana jednostavnim fenomenom, zapravo je veoma složena. Proučavana je, među ostalima, od strane bihevioralne psihologije, socijalne psihologije, psihometrije, kognitivne znanosti, umjetne inteligencije, filozofije, povijesti, ekonomije, gospodarstva i poslodavstva. Istraživanja su pokrivala svakodnevnu kreativnost, izmimnu kreativnost, pa čak i umjetnu kreativnost. Ne nalik većini fenomena u znanosti, ne postoji jedinstveno i autoritativno gledište ili definicija kreativnosti. Ne nalik većini fenomena u psihologiji, ne postoji standardizirana tehnika mjerenja kreativnosti.
Kreativnost se često pripisivala čudu, kognitivnim procesima, društvenoj okolini, osobnim crtama i slučajnosti. Povezivana je s genijima, mentalnim poremećajima i humorom. Neki smatraju kako je to osobina kojom se rađamo; ostali tvrde kako ju je moguće naučiti korištenjem jednostavnih tehnika.
Iako obično povezivana s umjetnošću i književnošću, jednistven je dio inovativnosti i izuma te važan dio poslova poput poslodavstva, ekonomije, građevinarstva, industrijskog dizajna, znanosti i inženjerstva.
Unatoč neopredijeljene i višeznačne naravi same kreativnosti (ili upravo zbog nje), čitave industrije uzdignule su se iz potjere za kreativnim idejama i razvojem kreativnih tehnika. Ovaj tajanstveni femonen, iako neporecivo važan i neprestano vidljiv, čini se da leži iznad dohvata znanstvenih istraživanja.

## Definicije kreativnosti
U psihološkoj literaturi moguće je pronaći više od 60 različitih definicija kreativnosti.
Etimološki korijen riječi u hrvatskom jeziku i većini ostalih europskih jezika dolazi iz latinske riječi "creatus", što doslovno znači "koji je narastao".
Vjerojatno najraširenija koncepcija kreativnosti u učenjačkoj literaturi jest da se kreativnost manifestira u svakom stvaranju kreativnog djela (primjerice, stvaranjem novom umjetničkog djela ili znanstvene hipoteze) koje je istovremeno originalno i korisno.
Kolokvijalne definicije kreativnosti obično su očigledne iz aktivnosti koje rezultiraju:
- stvaranjem ili predlaganjem nečeg djelomično ili sasvim novog;
- stvaranjem postojećeg predmeta s novim svojstvima ili karakteristikama;
- zamišljanjem novih mogućnosti koje još uvijek nitko nije osmislio;
- gledanjem ili izvođenjem nečeg na sasvim drugačiji način od onog načina koji se prije smatrao normalnim ili mogućim.

Korisno razlučivanje napravio je Rhodes, i to između:
- kreativne osobe,
- kreativnog proizvoda,
- kreativnog procesa,
- kreativne okoline

Svaki od navedenih faktora u pravilu je prisutan u kreativnoj aktivnosti. Johnson je istu stvar kasnije razradio, predloživši tezu kako kreativna aktivnost može sadržavati nekoliko značenja uključujući osjetljivost na probleme, originalnost, ingenioznost, neobičnost, korisnost i primjerenost što se kreativnog proizvoda tiče, te intelektualno vodstvo što se kreativnog stvaraoca tiče.
Margaret Boden primijetila je kako je važno razlikovati ideje koje su psihološki kreativne (ideje nove umu individualca koji je dobio ideju), i onih koje su povijesno kreativne (ideje nove čitavoj ljudskoj povijesti). Crpeći ideje iz umjetne inteligencije, opisuje kreativne ideje kao ideje koje nije moguće proizvesti iz istog seta proizvodnih pravila poput ostalih, već poznatih ideja.
Često implicirana u gledištu kreativnosti jest i prateća prisutnost inspiracije, kognitivnih skokova ili intuitivnog uvida koji postaju dio kreativnih misli ili aktivnosti.
Popularna psihologija ponekad povezuje kreativnost s desnom ili čeonom moždanom aktivnošću mozga ili pak s lateralnim razmišljanjem.
Neki učenjaci u polju kreativnosti ističu ulogu slučajnosti u kreativnom procesu. Linus Pauling, upitan na javnom predavanju kako pojedinac stvara i dolazi do znanstvenih teorija, odgovorio je kako pojedinac mora nastojati u stvaranju velikog broja ideja, a zatim odbaciti one beskorisne. Još jedna prikladna definicija kreativnosti jest "proces odbacivanja pretpostavki". Mnoge kreativne ideje dolaze do izražaja kada pojedinac odbaci unaprijed stvorene pretpostavke i odlučuje se na novi pristup ili metodu koja se ostalima može učiniti nezamislivom.

## Razlika između kreativnosti i inovacije
Često je korisno razlikovati kreativnost od inovacije.
Kreativnost je termin koji se obično koristi za aktivnost stvaranja novih ideja, pristupa ili aktivnosti, dok je inovacija proces stvaranja i primjenjivanja navedenih kreativnih ideja u određenom kontekstu.
Radi toga, u kontekstu organizacije, termin inovacije često se odnosi na čitav proces u kojem organizacija stvara nove kreativne ideje i pretače ih u nove, korisne i održive komercijalne proizvode, usluge i poslovne postupke, dok se termin kreativnosti koristi izravno na stvaranje izvornih ideja od strane pojedinca ili grupe, što je nužan korak unutar inovacijskog procesa.
Primjerice, Amabile et al. (1996.) predlaže kako inovacija "započinje kreativnim idejama,"
"...kreativnost od strane pojedinca ili grupe početna je točka inovacije; prvo je potrebno no ne dostatno stanje za sljedeće."

## Povijest termina i koncept
Način na koji su različite zajednice i društva te narodi formulirali koncept kreativnosti mijenjao se kroz povijest, kao i sam termin "kreativnosti".
Stari Grci, koji su vjerovali kako su muze izvor svake inspiracije, zapravo nisu imali termine koji su odgovarali "stvaranju" ili "stvaraocu". Izraz "poiein" ("napraviti") bio je dostatan. Jedina iznimka bila je poezija: pjesnik je stvarao nove stvari –– donoseći novi svijet u život –– dok je umjetnik jednostavno imitirao.
U Rimu, grčko je gledište promijenjeno, i Horacije zapisuje kako se uz pjesnike i slikari imaju privilegiju odvažiti na bilo što. Ne nalik grčkom jeziku, latinski je jezik imao termin za "stvaranje" ("creatio"), i "stvaraoca", te dva izraza za glagol "napraviti" –– "facere" i "creare".
Iako ni Grci ni Rimljani nisu imali riječi koje su izravno odgovarale današnjem terminu kreativnosti, njihova likovna umjetnost, arhitektura, glazba, izumi i otkrića pružaju brojne primjere koji u današnje vrijeme opisujemo kao kreativna djela. U to vrijeme, izraz genija vjerojatno je bio najbliži termin kreativnim talentima koji su iznjedrili ovakva djela.
Temeljna promjena proizašla je u kršćanskom periodu: "creatio" postaje riječ koja opisuje Božje "stvaralaštvo iz ništavila". Izraz "creatio" tako je poprimio drugačije značenje od izraza "facere" ("napraviti"), i prestao se pridavati ljudskim aktivnostima. Drevni pogled kako umjetnost nije domena kreativnosti ustrajao je u ovom periodu.
Još se jedna prekretnica odvila u modernije vrijeme. Renesansni čovjek imao je svijest o vlastitoj samostalnosti, slobodi i kreativnosti, i tražio je dati glas svojom svijesti neovisnosti i kreativnosti. Baltazar Gracián (1601. – 1658.) napisao je: "Kreativnost je upotpunjenje prirode, baš poput drugog Stvaraoca..."
Do 18. stoljeća i doba prosvjetiteljstva, koncept kreativnosti počeo se česšće pojavljivati u teoriji umjetnosti, te je povezivan s konceptom mašte.
Zapadnjački pogled na kreativnost izravno se suprotstavlja s istočnjačkim pogledom. U hinduizmu, konfucionizmu, taoizmu i budizmu, stvaranje je u većini slučajeva smatrano vrstom otkrića ili mimikrijom te ideja stvaralaštva iz "ništavila" nije imala mjesta u navedenim filozofijama i religijama.
U kasnom devetnaestom i ranom dvadesetom stoljeću, vodeći matematičari i znanstvenicvi poput Hermana von Helmholtza (1896.) i Henrija Poincaréa (1908) počeli su javno raspravljati o svojim kreativnim procesima, te su ovi uvidi postali temeljem kreativnih procesa pionirskih teoretičara poput Grahama Wallasa (1926) i Maxa Wertheimera (1945).
Ipak, prijašnja početna točka znanstvenih istraživanja kreativnosti, s gledišta ortodoksne psihološke literature, smatra se Guilfordovo adresiranje Američkom psihološkom društvu, što je pomoglo u populariziranju teme, i izazvalo veću pažnju znanstvenog pristupa u konceptualiziranju kreativnosti i mjerenju njenih značenja kroz psihometrična testiranja.
Usporedno s ovim razvitcima, neki su poduzeli sistematičniji pristup, podučavajući praktičnim kreativnim tehnikama. Tri najpoznatija jesu:
- "oluja mozgova" Alexa Osborna (1950ih – danas)
- teorija o inventivnom rješavanju problema Genrikha Altshullera (1950ih – danas)
- "lateralno razmišljanje" Edwarda de Bona (1960ih – danas).

## Kreativnost u psihologiji i kognitivnoj znanosti
Istraživanja mentalnih prikaza i procesa koja su inherentni kreativnim mislima pripadaju domeni psihologije i kognitivne znanosti.
Psihodinamički pristup razumijevanju kreativnosti predložio je Sigmund Freud, koji je tvrdio kako se kreativnost izdiže kao rezultat frustriranih želja za slavom, bogatstvom i ljubavi, pa energija, prije uložena u frustraciju i emocionalnu napetost u živčanom slomu, biva preusmjerena u kreativnu aktivnost. Freud je kasnije povukao ovo gledište.

### Graham Wallas
Graham Wallas i Richard Smith, u svom djelu Art of Thought, objavljenom 1926. godine, predložili su jednog od prvih modela kreativnih procesa. U Wallasovom modelu, kreativne se uvide i prosvijećivanja da objasniti kroz proces koji se sastoji od 5 dijelova:
1. priprema (pripremni rad na problemu koji usmjerava pojedinčev um na problem i istražuje dimenzije problema),
2. inkubacija (problem je ušao u podsvijest pojedinca i izvana nije vidljiva reakcija),
3. nagovještaj (kreativna osoba dobije 'predosjećaj' kako je rješenje na svom putu),
4. prosvijećivanje ili uvid (kreativna ideja oslobađa se iz pojedinčeve podsvijesti u njegovu svijest),
5. potvrda (ideja je svjesno potvrđena, promišljena, a zatim i primijenjena).

U brojnim objavljenim radovima, Wallasov model promatra se sa samo četiri dijela, dok se "nagovještaj" smatra sporednim dijelom. Javilo se nekoliko empirijskih istraživanja čiji je cilj bio dokazati, kao što to Wallasov dio "inkubacije" implicira, pomaže li period prekida ili odmora od problema u otkrivanju kreativnih rješenja nekog problema. Ward navodi razne hipoteze koje su unaprijeđene kako bi objasnile zašto je inkubacija potrebna u kretivnom rješavanju problema, i primjećuje kako postoje empirijski dokazi dosljedni s hipotezom da inkubacija pomaže u kreativnom rješavanju problema u tome da omogućuje "zaboravljanje" zaključaka koji navode na pogrešan put. Nedostatak inkubacije može dovesti do problema da pojedinac usmjerava svoje snage na nepodobnu strategiju rješavanja problema. Ove tvrdnje osporavaju prethodne hipoteze koje navode da se kreativna rješenja problema tajanstveno uzdižu iz podsvijesti uma dok je za to vrijeme svijeni dio uma zaokupljen ostalim zadatcima.
Wallas je smatrao kako je kreativnost naslijeđe evolucijskog procesa koja je omogućila ljudima da se relativno brzo prilagode promjenama u okolišu. Simonton pruža unaprijeđenu perspektivu na ovo gledište kreativnosti u svojoj knjizi Origins of genius: Darwinian perspectives on creativity.

### J.P. Guilford
Gulford je došao do važnijih zaključaka u polju kreativnosti, povlačeći crtu između konvergentne i divergentne proizvodnje (koja često biva preimenovana u konvergentno i divergentno razmišljanje). Konvergentno razmišljanje uključuje otkrivanje jedinstvenog, točnog rješenja na zadan problem, dok divergentno razmišljanje uključuje kreativno stvaranje višestrukih odgovora na zadani problem. Divergentno se razmišljanje često koristi kao sinonim za kreativnost u psihološkoj literaturi. Ostali znanstvenici povremeno su koristili termine fleksibilno razmišljanje ili fluidna inteligencija, koji su grubo slični keativnosti (no nisu sinonimi).

### Arthur Kestler
U djelu The Act of Creation, Arthur Kestler navodi tri tipa kreativnog pojedinca – Umjetnika, Mudraca i Šaljivčinu.
Osobe koje vjeruju u ovo trojstvo drže da su sva tri elementa potrebna u poslodavstvu i također ih mogu identificirati u "uistinu kreativnim" društvima. Kestler također uvodi koncept bisocijacije – kreativnost se uzdiže kao rezultat sjecišta dvaju prilično različitih izvora.

### Geneplore model
1992. godine, Finke et al. predlaže 'Geneplore' model, u kojoj kreativnost mjesto zauzima u dvama fazama: generativnoj fazi, gdje pojedinac stvara mentalne predodžbe zvane preinventivnim strukturama, i istraživačkoj fazi gdje navedene strukture bivaju korištene za stvaranje novih kreativnih ideja. Weisberg je tvrdio suprotno, smatrajući kako kretivnost obuhvaća običan kognitivni proces koji ustupa izvanredne rezultate.
Konceptualno miješanje
1990ih, pritjecali su razni pristupi u kognitivnoj znanosti koji su se bavili metaforom, analogijom, te je došlo do integrativnog pristupa proučavanja kreativnosti u znanosti, umjetnosti i humoru nazvanog konceptualnim miješanjem.

## Kreativnost i inteligencija
Postoji rasprava u psihološkoj literaturi o tome jesu li inteligencija i kreativnost unutar jednakog procesa (hipoteza sjedinjenosti) ili predstavljaju jedinstvene mentalne procese (hipoteza razdvojenosti). Dokazi pokušaja promatranja povezanosti među inteligencijom i kreativnosti iz 1950ih pa sve do danas, od strane autora poput Barrona, Guilforda ili Wallacha te Kogana, redovito su pokazivali kako je povezanost obaju koncepata dovoljno niska da bi ih se moglo smatrati odvojenim konceptima.
Neki istraživači vjeruju kako je kreativnost ishod jednakog kognitivnog procesa kao i inteligencija, i prosuđuje ju se kao kreativnost ovisno o posljedicama (primjerice, kada ishod kognitivnog procesa izvede nešto novo).
Veoma popularni model poznat kao "granična hipoteza" predstavljen od strane Ellisa Paula Torrancea drži kako je visoka razina potrebno, no ne i dostatno stanje za postizanje visoke razine kreativnosti. U pravilu, ova tvrdnja znači da će postojati pozitivna korelacija između kreativnosti i inteligencije, no ova korelacija neće biti pronađena ako je proučen samo uzorak visoko inteligentnih ljudi. Ipak, istraživanje granične hipoteze pokazalo je miješane rezultate, od entuzijastične potpore do odbijanja i odbacivanja iste.
Alternativno gledište jest Renzullijeva hipoteza triju prstenova, koja gleda na darovitost kao rezultat inteligencije i kreativnosti.

## Neurobiologija kreativnosti
Neurobiologija kreativnosti naslovljena je u članku "Kreativna inovacija: mogući moždani mehanizmi" ("Creative Innovation: Possible Brain Mechanisms"). Autori su napisali kako "kreativnoj inovaciji vjerojatno je potrebna koaktivacija i komunikacija između regija mozga koje obično nisu čvrsto povezane". Izrazito kreativne osobe koje se ističu u kreativnim inovacijama obično se razlikuju od ostalih u tri crte:
- imaju visoku razinu stručnog znanja,
- sposobni su divergentno razmišljati posredstvom frontalnog režnja mozga,
- sposobni su modulirati neurotransmitere poput norepinerfina u frontalnom režnju.

Radi toga, frontalni se režanj smatra dijelom moždane kore koji je najvažniji po pitanju kreativnosti.
Ovaj je članak također istražio povezanosti između kreativnosti, spavanja, raspoloženja, poremećaja ovisnosti i depresije.
2005. godine, Alice Flaherty predstavila je model kreativnog pogona u tri faktora. Crpeći dokaze iz slika mozga, proučavanja droga i analize lezija, opisala je kreativni pogon kao rezultat interakcije frontalnog režnja, temporalnog režnja te dopamina iz limbičkog sustava. Frontalni se režanj smatra odgovornim za stvaranje ideja, dok se temporalni režanj smatra odgovornim za obrađivanje, ispravljanje i procjenu ideja. Abnormalnosti u frontalnom režnju (poput depresije i tjeskobe) obično smanjuju razinu kreativnosti, dok abnormalnosti u temporalnom režnju često povisuju razinu kreativnosti. Visoka aktivnost temporalnog režnja obično inhibira aktivnost frontalnog režnja, i obrnuto. Visoka razina dopamina povisuje uzbuđenost organizma i ponašanja okrenuta nekom cilju te smanjuje latentnu inhibiciju, te sva tri djelovanja povećavaju pogon stvaranja novih ideja.

### Radna memorija i mali mozak
Vandervert je opisao kako frontalni režanj mozga i kognitivni procesi malog mozga surađuju u proizvodnji kreativnosti i inovacija. Vandervertovo objašnjenje leži na značajnim dokazima o upravljanju nad svim procesima radne memorije (odgovorne za obradu svih misli) od strane maloga mozga. Mali mozak (koji se sastoji od 100 milijardi neurona, što je više od ostatka čitavog velikog mozga) poznat je po tome što adekvatno modelira sve tjelesne kretnje. Adaptivni modeli radne memorije malog mozga zatim povratnom vezom pristižu u radnu memoriju mentalnih procesa frontalnog režnja gdje se bude kreativne i inovativne misli.

## Kreativnost i mentalno zdravlje
Istraživanje psihologa J. Philippea Rushtona otkrilo je kako se kreativnost da povezati s inteligencijom i psihoticizmom. Još jedno istraživanje pokazalo je kako je kreativnost viša kod pojedinaca s šizotipnim poremećajem ličnosti nego u normalnih pojedinaca ili pojedinaca s šizofrenijom. I dok se divergentno razmišljanje smatralo povezanim s bilateralnom aktivnošću prefrontalne moždane kore, šizotipnim je pojedincima viša aktivnost bila prisutna u njihovoj desnoj prefrontalnoj moždanoj kori. Navedeno istraživanje dovodi do hipoteze da ovakvi pojedinci lakše pristupaju objema hemisferama mozga, što im dopušta da brže dolaze do kreativnih zaključaka.

## Njegovanje kreativnosti
Daniel Pink, u svojoj knjizi A Whole New Mind, ponavljajući argumente predstavljene u 20. stoljeću, raspravlja o ulasku u novo doba gdje kreativnost postaje od velike važnosti. U ovom konceptualnom vremenu, njegovo je uvjerenje kako trebamo njegovati desno orijentirano razmišljanje (kreativnost i emocije) iznad lijevo orijentiranog razmišljanja (logične i analitičke misli).
Nickerson je pružio sažetak različitih kreativnih aktivnosti koje su već predstavljene. One uključuju pristupe koji su razvijeni od strane akademija i industrija:
1. Uspostavljanje namjere i svrhe,
2. Građenje osnovnih vještina,
3. Ohrabrivanje sakupljanja određenog znanja,
4. Stimuliranje i nagrađivanje znatiželje i istraživanja,
5. Gradnja motivacije (posebno intirinzične),
6. Ohrabrivanje samopouzdanja i spremnosti na preuzimanje rizika,
7. Usredotočenje na usavršavanje vještina i samokompetitivan duh,
8. Promicanje potpornih uvjerenja o kreativnosti,
9. Pružanje prilika na izbor i otkriće,
10. Razvijanje samoupravljačkih sposobnosti (metakognitivne vještine),
11. Poučavanje tehnikama i strategijama koje potiču kreativne izvedbe,
12. Pružanje osjećaja uravnoteženosti.